# Distribució de la riquesa
|  | No s'ha de confondre amb Redistribució de la riquesa. |

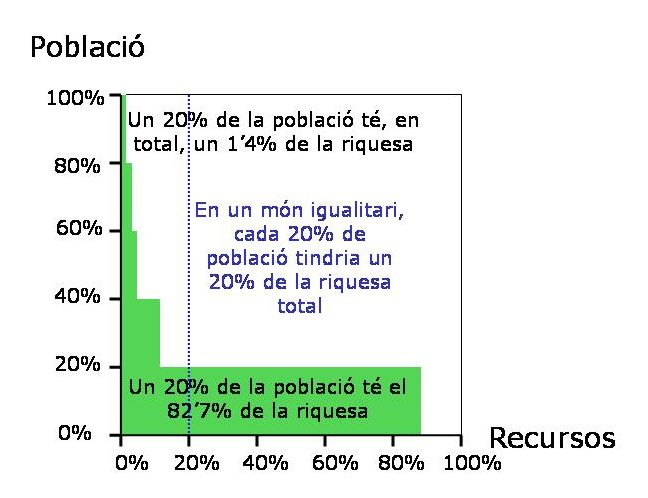
Distribució de la riquesa al món, any 1992

Distribució de la riquesa al món, any 2012

La distribució de la riquesa és la manera com es reparteixen els recursos entre els membres d'una població. El terme riquesa (o riquea) pertany a l'economia clàssica i se sol associar amb la quantitat de diners, però actualment incorpora el conjunt de recursos de tota mena i el benestar personal i social. Així, per exemple, un país sense sanitat ni escoles públiques es considera amb menys riquesa que un que sí que en tingui, a igual quantitat de diners per habitant que guardi a les seves arques. L'índex de Gini permet mesurar les desigualtats a la distribució de la riquesa. Els impostos progressius, com l'IRPF, tenen l'objectiu de minvar aquestes desigualtats. De com interfereix a la pràctica el sector públic en la distribució de la riquesa pot dependre el bon funcionament de l'economia en general i del progrés social.
Totes les ideologies polítiques democràtiques consideren perillosa una distribució desigual a causa dels conflictes socials que pot generar, que poden abocar en greus inestabilitats econòmiques de tota una societat i fins i tot conflictes bèl·lics. Des d'un punt de vista econòmic i ambiental, donada l'actual globalització i sistema organitzatiu, d'una correcta distribució de la riquesa depèn la vida dels humans que habiten ara el planeta. A l'inici del segle xxi ens trobem en el tercer col·lapse de capacitat de càrrega a nivell global que ha patit la humanitat al llarg de la història. Altres col·lapses locals anteriors han fet desaparèixer civilitzacions senceres. Part d'aquest col·lapse o crisi es manifesta a la crisi econòmica i financera actual i el fenomen dels "indignats" (crisi social). Cal una nova organització econòmica que sigui sostenible, la insosteniblitat condueix a la desaparició de l'espècie. La quantitat de generacions que aconsegueixin sobreviure depèn de l'equilibri entre la quantitat de població i el consum de recursos, és a dir en una eficaç distribució de la riquesa.
La tendència actual és que a la Terra hi ha cada cop menys rics, que són cada vegada més rics, i cada vegada més quantitat de pobres, que cada cop ho són més. Si ordenem la població per ingressos que rep i l'agrupen en cinc franges de més a menys rics, tenim que la franja població més rica disposa de més de quatre cinquenes parts de la riquesa mundial (concretament un 82,7%), mentre qua la franja formada pels més pobres només rep un 1,4% dels ingressos totals del món. L'increment de la riquesa dels més rics va acompanyada d'excessos i tipus de consum insostenibles, mentre que l'augment de la pobresa dels més pobres comporta tendències "de supervivència" no sempre respectuoses amb el medi ambient, com per exemple haver de talar arbres per a poder cultivar o fer foc per a poder sobreviure.

## Economia política i economia social

Els països en tons clars tenen distribucions de la riquesa més equitatives que els foscos. dades de 2009

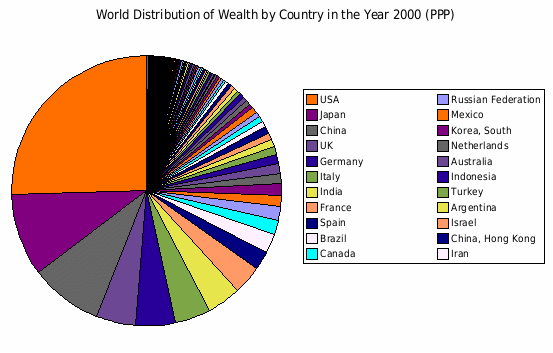
Gràfic que mostra com estaven repartits els diners, per països, l'any 2000. Una quarta part del total correspon als Estats Units, un país amb un coeficient de Gini força alt, és a dir que dintre del país hi ha pocs molt rics, que acumulen aquests diners, i molts molt pobres.

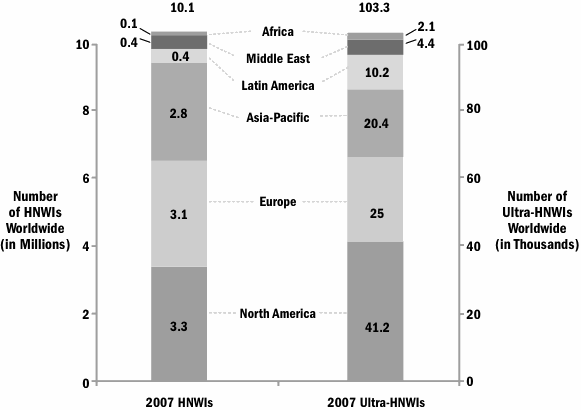
Nombre de milionaris en dòlars (esquerra) i de super-milionaris (dreta) al món per continents.

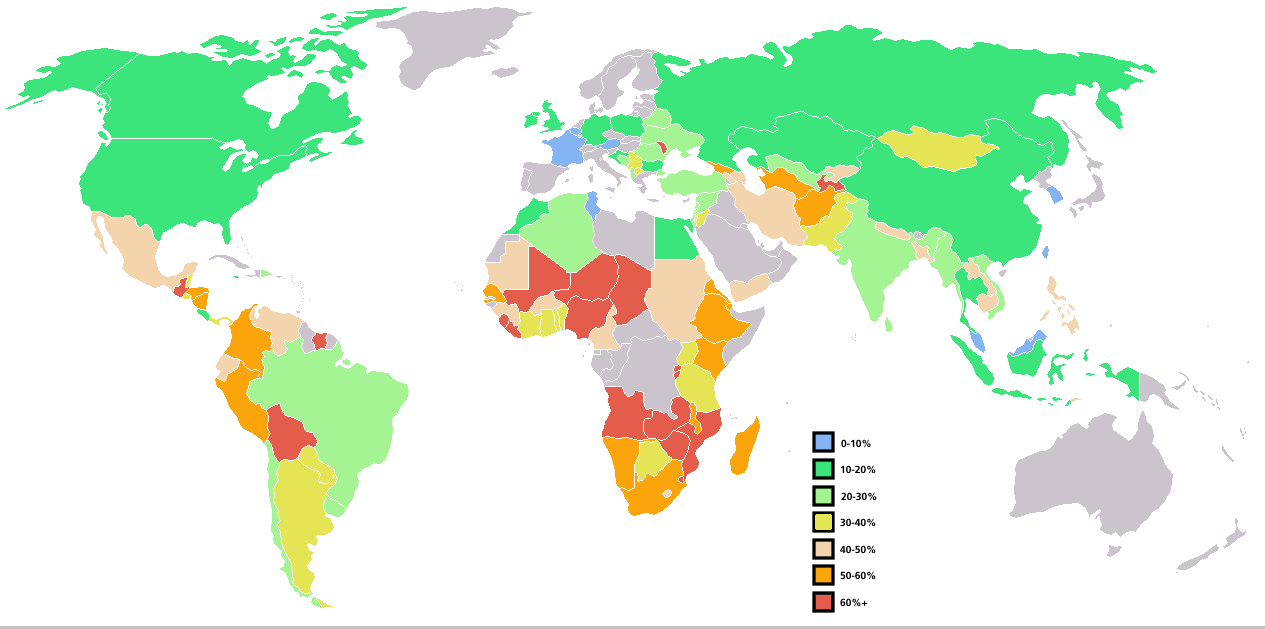
Percentatge de pobresa al món per països. Al continent europeu hi ha menys pobres que a Amèrica del Nord, també hi ha menys milionaris i molts menys multimilionaris, áquests indicadors apunten que la distribució de la riquesa a Europa és més equitativa.

Comparativa de salaris estatunidencs. Els directius guanyen seixanta vegades més que els pagesos només amb el seu sou oficial, excloses dietes, bonus, plusos, comissions, etc. Els que treballen al sector de les finances (en taronja clar), no necessàriament directius, multipliquen per més de 17 el seu salari fix mensual respecte als ingressos de la mitjana de polítics, funcionaris, professors i altres treballadors del sector públic (taronja fosc).

L'economia política s'ha definit com la branca de l'economia que es dedica principalment a determinar lleis que regulin la distribució de la riquesa.
En l'època d'Adam Smith, només estudiava el creixement de beneficis econòmics a llarg termini de les nacions i les causes de les que depenia el benestar material de les persones. Amb els segles la ciència s'ha desenvolupat, ha incorporat nous coneixements i camps d'actuació, com les relacions socials i el paper de les institucions. El concepte econòmic, polític i social de riquesa també ha evolucionat. El d'economia també, no s'orienta en la producció i els preus com als temps decimonònics sinó en l'intercanvi, que engloba totes les activitats econòmiques referides no només a la producció sinó també al consum i la distribució de béns i serveis. Cal no oblidar que l'economia és una ciència social, com la psicologia i la filosofia, no exacta com les matemàtiques ni que obeeix a lleis naturals com la física i la química. Tota actuació econòmica inclou una decisió política basada en una ideologia i interessos. Actualment el terme "economia política" s'està substituint per "economia".
L'economia social en canvi és un concepte que s'aplica només al sector privat. Les empreses de l'economia social són les compleixen una sèrie de requisits i poden ser societats anònimes, societats limitades, cooperatives, mútues, etc. Inclouen societats laborals controlades per treballadors i a les quals els beneficis es distribueixen de manera equitativa, però també empreses en les que no es distribueixen els beneficis.

## Assignació de la riquesa
Cal no confondre la distribució de la riquesa amb la seva assignació. L'assignació de la riquesa és el conjunt de decisions sobre com repartir els béns i serveis, amb una tecnologia donada, entre diferents entitats o persones, no necessàriament totes. En general no és una repartició justa. Per mirar de fer valer els interessos de totes les persones i valorar si aquestes assignacions són justes i desitjables, o si cal alguna modificació (redistribució de recursos o de la riquesa), cal fer una distribució. Els dos conceptes comporten la cerca de la major eficiència econòmica possible però només a la distribució hi ha a més valoració de justícia, és a dir, es busca també la igualtat social.